# Puliciphora epichaeta
Puliciphora epichaeta är en tvåvingeart som först beskrevs av Borgmeier 1960. Puliciphora epichaeta ingår i släktet Puliciphora och familjen puckelflugor.
Artens utbredningsområde är Panama. Inga underarter finns listade i Catalogue of Life.